# Arquidiocese de Toamasina
A Arquidiocese de Toamasina (Archidiœcesis Toamasinensis) é uma circunscrição eclesiástica da Igreja Católica situada em Toamasina, Madagascar. Seu atual arcebispo é Désiré Tsarahazana. Sua Sé é a Catedral São José de Toamasina.
Possui 21 paróquias servidas por 65 padres, contando com 1989105 habitantes, com 31,2% da população jurisdicionada batizada.

## História
A prefeitura apostólica de Vatomandry foi eregida em 18 de junho de 1935 pela bula Inter graviores do papa Pio XI, recebendo o território dos vicariatos apostólicos de Fianarantsoa (hoje uma arquidiocese) e de Tananarive (atual arquidiocese de Antananarivo).
Em 25 de maio de 1939 por efeito da bula Ut e sacris do papa Pio XII a prefeitura apostólica foi elevada a vicariato apostólico e assume o nome de vicariato apostólico de Tamatave (nome colonial de Toamasina).
Em 14 de setembro de 1955 o vicariato apostólico foi elevado à diocese pela bula Dum tantis do papa Pio XII. Originalmente era sufragânea da arquidiocese de Tananarive (hoje arquidiocese de Antananarivo).
Em 8 de setembro de 1957, pela carta apostólica Ex quo, o papa Pio XII proclamou São José orago principal da diocese.
Em 11 de dezembro de 1958 passou a fazer parte da província eclesiástica da arquidiocese de Antsiranana.
Em 9 de abril de 1968 cede uma parte do seu território para a ereção da diocese de Mananjary.
Em 31 de janeiro de 1990 assume o nome de diocese de Toamasina.
Em 26 de fevereiro de 2010 é elevada à arquidiocese metropolitana pela bula Spiritali progressioni do papa Bento XVI.

## Prelados
| #          | Nome                              | Período    | Notas      |
| Arcebispos | Arcebispos                        | Arcebispos | Arcebispos |
| ---------- | --------------------------------- | ---------- | ---------- |
| 1º         | Désiré Tsarahazana                | 2010-      | Atual      |
| Bispos     |                                   |            |            |
| 5º         | Désiré Tsarahazana                | 2008-2010  |            |
| 4º         | René Joseph Rakotondrabé          | 1989-2008  |            |
| 3º         | Jérôme Razafindrazaka             | 1972-1989  |            |
| 2º         | Jules-Joseph Puset, P.S.S.        | 1957-1972  |            |
| 1º         | Alain-Sébastien Le Breton, S.M.M. | 1935-1957  |            |